# Leigh Finke
Leigh Finke se desempeña en la política estadounidense, específicamente en la Cámara de Representantes de Minesota desde 2023. Como parte del Partido Demócrata-Agrario-Laborista de Minesota (DFL), Finke representa al distrito 66A en el área metropolitana de Minneapolis-Saint Paul, que incluye las ciudades de Falcon Heights, Lauderdale, Roseville y Saint Paul, y partes del condado de Ramsey en Minesota.

## Primeros años, educación y carrera
Finke nació en Minesota y creció en los suburbios occidentales de las ciudades gemelas, graduándose de Maple Grove Senior High School en Maple Grove, Minnesota.
Finke obtuvo una licenciatura en literatura inglesa en 2003 en Universidad Bethel y una maestría en Shakespeare en Universidad DePaul.  Mientras estaba en Bethel, se involucró activamente en la política protestando contra la guerra de Irak.
De 2018 a 2021, Finke trabajó en 1517 Media . Allí, escribió y produjo dos documentales: Ending the Silence: Confronting Sexual Shame in the Church y White Savior: Racism in the American Church.
En 2021 y 2022, Finke trabajó narró para la ACLU de Minnesota en producciones en múltiples medios.  A finales de 2022, criticó públicamente al candidato republicano a gobernador Scott Jensen . 

## Cámara de Representantes de Minnesota
Finke ganó la elección de la Cámara de Representantes de Minnesota en 2022. Se postuló por primera vez tras la redistribución de distritos legislativos y la jubilación de Alice Hausman, quien ocupó el cargo durante 17 mandatos por el DFL.
Finke dijo que su motivación a postularse se debió a oposición a de los republicanos del estado de 2021,  y utiliza su curl para participar en grupos de su interés político, participando en los comités de Finanzas y Políticas de Medio Ambiente y Recursos Naturales, Políticas de Servicios Humanos, Finanzas Judiciales y Derecho Civil, y Finanzas Legadas.
Finke presentó el "Proyecto de Ley de Refugio Trans", que ofrece tratamiento de cambio de sexo a los extranjeros beneficiarios de asilo en los Estados Unidos que residen en Minnesotta, y que fue aprobado por la Cámara el 24 de marzo de 2023, después de cinco horas de debate, y fue promulgado por Walz el 27 de abril. 
Finke favorece el aborto y apoya la eliminación de las limitaciones al aborto en el estado. También apoya el aumento de la financiación de la educación, incluyendo el aumento del salario docente y el aumento del apoyo a la educación para personas que sufren de Deficiencia mental y la salud mental.

## Vida personal
Finke vive en el barrio Midway de St. Paul, Minnesota, y tiene dos hijos.